# Lista siturilor arheologice din județul Mureș - G
Lista siturilor arheologice din județul Mureș - G conține toate siturile arheologice din județul Mureș înscrise în Repertoriul Arheologic Național (RAN) și aflate în localități al căror nume începe cu litera G. RAN este administrat de Ministerul Culturii și Patrimoniului Național și cuprinde date științifice, cartografice, topografice, imagini și planuri, precum și orice alte informații privitoare la zonele cu potențial arheologic, studiate sau nu, încă existente sau dispărute.
Puteți căuta un sit din localitățile care încep cu litera G folosind formularul de mai jos sau puteți naviga prin toate siturile din județ la Lista siturilor arheologice din județul Mureș.
| Cod RAN                                   | Denumire | Localitate                                          | Adresă                | Datare                                          | Descoperit | Coordonate                                      | Imagine           | Erori            |
| ----------------------------------------- | --- | --------------------------------------------------- | --------------------- | ----------------------------------------------- | ---------- | ----------------------------------------------- | ----------------- | ---------------- |
| 118780.01 (Cod LMI: MS-I-s-B-15377)       | Așezarea din epoca bronzului de la Gălățeni - "Gyepüszegárka" (Categorie: locuire civilă) (Tip: așezare)                                                    | sat Gălățeni, comuna Păsăreni                       | Gyepüszegárka         |                                                 |            | 46°29′00″N 24°49′00″E / 46.48333°N 24.81667°E   | Încărcați imagine | Raportați eroare |
| 118780.01.01 (Cod LMI: MS-I-s-B-15377)    | Așezarea din epoca bronzului de la Gălățeni - "Gyepüszegárka" / ansamblu anonim (Categorie: locuire civilă) (Tip: Așezare)                                  | sat Gălățeni, comuna Păsăreni                       | Gyepüszegárka         |                                                 |            | 46°29′00″N 24°49′00″E / 46.48333°N 24.81667°E   | Încărcați imagine | Raportați eroare |
| 114774.01.01 (Cod LMI: MS-I-s-B-15378)    | Necropola de incinerație de la Gheja - "Gară" / ansamblu anonim (Categorie: descoperire funerară) (Tip: Necropolă de incinerație)                           | localitate componentă Gheja, oraș Luduș             | Gară                  | sec. IV d.Hr.                                   | 1907       | 46°28′00″N 24°13′00″E / 46.46667°N 24.21667°E   | Încărcați imagine | Raportați eroare |
| 114774.01.02 (Cod LMI: MS-I-s-B-15378)    | Necropola de incinerație de la Gheja - "Gară" / ansamblu anonim (Categorie: descoperire funerară) (Tip: Mormânt)                                            | localitate componentă Gheja, oraș Luduș             | Gară                  | Bodrogkeresztur                                 | 1907       | 46°28′00″N 24°13′00″E / 46.46667°N 24.21667°E   | Încărcați imagine | Raportați eroare |
| 117051.01.01 (Cod LMI: MS-I-m-B-15379.02) | Situl arheologic de la Ghindari - "Ascuțișul cetății" / ansamblu anonim (Categorie: locuire) (Tip: Fortificație de tip "dava")                              | sat Ghindari, comuna Ghindari                       | Ascuțișul cetății     | geto-dacică sec. I a.Chr. - I p.Chr.            |            | 46°30′N 24°57′E / 46.5°N 24.95°E                | Încărcați imagine | Raportați eroare |
| 117051.01.02 (Cod LMI: MS-I-m-B-15379.01) | Situl arheologic de la Ghindari - "Ascuțișul cetății" / ansamblu anonim (Categorie: locuire) (Tip: Așezare)                                                 | sat Ghindari, comuna Ghindari                       | Ascuțișul cetății     | sec. XV - XVII                                  |            | 46°30′N 24°57′E / 46.5°N 24.95°E                | Încărcați imagine | Raportați eroare |
| 120094.01.01 (Cod LMI: MS-I-s-B-15380)    | Drumul roman de la Grâușorul / ansamblu anonim (Categorie: construcție) (Tip: Drum)                                                                         | sat Grâușorul, comuna Vărgata                       |                       | sec. II - III                                   |            | 46°37′00″N 24°50′00″E / 46.61666°N 24.83333°E   | Încărcați imagine | Raportați eroare |
| 117328.02.01 (Cod LMI: MS-I-s-B-15382)    | Așezarea romană de la Gurghiu / ansamblu anonim (Categorie: locuire civilă) (Tip: Așezare rurală)                                                           | sat Gurghiu, comuna Gurghiu                         |                       | sec. II - III                                   |            | 46°47′00″N 24°51′30″E / 46.78333°N 24.85833°E   | Încărcați imagine | Raportați eroare |
| 115012.01.01                              | Așezarea neolitică din satul Gruișor - "Cetate" / ansamblu anonim (Categorie: locuire civilă) (Tip: așezare)                                                | sat Gruișor, comuna Acățari                         | Cetate                |                                                 |            |                                                 | Încărcați imagine | Raportați eroare |
| 115352.01.01                              | Situl arheologic de la Gogan / ansamblu anonim (Categorie: locuire civilă) (Tip: Așezare)                                                                   | sat Gogan, comuna Bahnea                            |                       | Coțofeni                                        |            |                                                 | Încărcați imagine | Raportați eroare |
| 115352.01.02                              | Situl arheologic de la Gogan / ansamblu anonim (Categorie: locuire civilă) (Tip: Așezare)                                                                   | sat Gogan, comuna Bahnea                            |                       |                                                 |            |                                                 | Încărcați imagine | Raportați eroare |
| 115352.01.03                              | Situl arheologic de la Gogan / ansamblu anonim (Categorie: locuire civilă) (Tip: Așezare)                                                                   | sat Gogan, comuna Bahnea                            |                       |                                                 |            |                                                 | Încărcați imagine | Raportați eroare |
| 115352.02.01                              | Situl arheologic de la Gogan - "În rât" / ansamblu anonim (Categorie: locuire civilă) (Tip: Așezare)                                                        | sat Gogan, comuna Bahnea                            | În rât                |                                                 |            |                                                 | Încărcați imagine | Raportați eroare |
| 115352.02.02                              | Situl arheologic de la Gogan - "În rât" / ansamblu anonim (Categorie: locuire civilă) (Tip: Așezare)                                                        | sat Gogan, comuna Bahnea                            | În rât                |                                                 |            |                                                 | Încărcați imagine | Raportați eroare |
| 115352.03.01                              | Situl arheologic de la Gogan - "La silozuri" / ansamblu anonim (Categorie: locuire civilă) (Tip: Așezare)                                                   | sat Gogan, comuna Bahnea                            | La silozuri           |                                                 |            |                                                 | Încărcați imagine | Raportați eroare |
| 115352.03.02                              | Situl arheologic de la Gogan - "La silozuri" / ansamblu anonim (Categorie: locuire civilă) (Tip: Așezare)                                                   | sat Gogan, comuna Bahnea                            | La silozuri           |                                                 |            |                                                 | Încărcați imagine | Raportați eroare |
| 116947.01                                 | Obiecte eneolitice din cupru la Gănești - "În Vii" (Categorie: descoperire izolată) (Tip: obiect izolat)                                                    | sat Gănești, comuna Gănești                         | În vii                |                                                 | 1951       |                                                 | Încărcați imagine | Raportați eroare |
| 116876.01.01                              | Așezarea neo-eneolitică de la Gălești - "Irma Mare" / ansamblu anonim (Categorie: locuire civilă) (Tip: Așezare)                                            | sat Gălești, comuna Gălești                         | Irma Mare             |                                                 |            |                                                 | Încărcați imagine | Raportați eroare |
| 115557.01.01                              | Situl arheologic de la Goreni - "La Hrean" / ansamblu anonim (Categorie: locuire civilă) (Tip: Așezare)                                                     | sat Goreni, comuna Batoș                            | La Hrean              | Petrești                                        |            |                                                 | Încărcați imagine | Raportați eroare |
| 115557.01.02                              | Situl arheologic de la Goreni - "La Hrean" / ansamblu anonim (Categorie: locuire civilă) (Tip: Așezare)                                                     | sat Goreni, comuna Batoș                            | La Hrean              | Tisa                                            |            |                                                 | Încărcați imagine | Raportați eroare |
| 115557.01.03                              | Situl arheologic de la Goreni - "La Hrean" / ansamblu anonim (Categorie: locuire civilă) (Tip: Apeduct)                                                     | sat Goreni, comuna Batoș                            | La Hrean              | Cucuteni - Ariușd                               |            |                                                 | Încărcați imagine | Raportați eroare |
| 115557.01.04                              | Situl arheologic de la Goreni - "La Hrean" / ansamblu anonim (Categorie: locuire civilă) (Tip: Așezare)                                                     | sat Goreni, comuna Batoș                            | La Hrean              | Coțofeni                                        |            |                                                 | Încărcați imagine | Raportați eroare |
| 118600.01.01                              | Așezare eneolitică de la Giuluș - "La Grui" / ansamblu anonim (Categorie: locuire civilă) (Tip: Așezare)                                                    | sat Giuluș, comuna Ogra                             | La Grui               |                                                 |            |                                                 | Încărcați imagine | Raportați eroare |
| 118539.01                                 | Descoperirile neolitice la Ghinești - "Izvorul lui Csergő" (Categorie: descoperiri izolate de artefacte) (Tip: obiect izolat)                               | sat Ghinești, comuna Neaua                          | Izvorul lui Csergő    |                                                 |            |                                                 | Încărcați imagine | Raportați eroare |
| 117051.02                                 | Așezarea eneolitică de la Ghindari - "Drumul de care" (Categorie: locuire civilă) (Tip: așezare)                                                            | sat Ghindari, comuna Ghindari                       | Drumul de Care        |                                                 |            |                                                 | Încărcați imagine | Raportați eroare |
| 117051.02.01                              | Așezarea eneolitică de la Ghindari - "Drumul de care" / ansamblu anonim (Categorie: locuire civilă) (Tip: Așezare)                                          | sat Ghindari, comuna Ghindari                       | Drumul de Care        |                                                 |            |                                                 | Încărcați imagine | Raportați eroare |
| 117186.01.01                              | Situl arheologic la Gornești / ansamblu anonim (Categorie: locuire civilă) (Tip: Așezare)                                                                   | sat Gornești, comuna Gornești                       |                       | Petrești                                        |            |                                                 | Încărcați imagine | Raportați eroare |
| 117186.01.02                              | Situl arheologic la Gornești / ansamblu anonim (Categorie: locuire civilă) (Tip: Așezare)                                                                   | sat Gornești, comuna Gornești                       |                       | Bodrogkeresztur                                 |            |                                                 | Încărcați imagine | Raportați eroare |
| 117186.01.03                              | Situl arheologic la Gornești / ansamblu anonim (Categorie: locuire civilă) (Tip: Mormânt)                                                                   | sat Gornești, comuna Gornești                       |                       | Bodrogkeresztur                                 |            |                                                 | Încărcați imagine | Raportați eroare |
| 117186.01.04                              | Situl arheologic la Gornești / ansamblu anonim (Categorie: locuire civilă) (Tip: Așezare)                                                                   | sat Gornești, comuna Gornești                       |                       |                                                 |            |                                                 | Încărcați imagine | Raportați eroare |
| 116091.01                                 | Topor eneolitic la Grindeni (Categorie: descoperire izolată) (Tip: obiect izolat)                                                                           | sat Grindeni, comuna Chețani                        |                       |                                                 |            |                                                 | Încărcați imagine | Raportați eroare |
| 115557.02.01                              | Descoperirile de la Goreni din punctul - "Grădina Ioan Câmpeanu" / ansamblu anonim (Categorie: descoperire izolată) (Tip: locuire)                          | sat Goreni, comuna Batoș                            | Grădina Ioan Câmpeanu |                                                 |            |                                                 | Încărcați imagine | Raportați eroare |
| 115557.02.02                              | Descoperirile de la Goreni din punctul - "Grădina Ioan Câmpeanu" / ansamblu anonim (Categorie: descoperire izolată) (Tip: locuire)                          | sat Goreni, comuna Batoș                            | Grădina Ioan Câmpeanu |                                                 |            |                                                 | Încărcați imagine | Raportați eroare |
| 115557.03.02                              | Așezarea de epocă hallstattiană de la Goreni - "Valea Logigului" / ansamblu anonim (Categorie: locuire civilă) (Tip: Așezare)                               | sat Goreni, comuna Batoș                            | Valea Logigului       |                                                 |            |                                                 | Încărcați imagine | Raportați eroare |
| 115557.04.01                              | Situl arheologic de la Goreni - "La cruce" / ansamblu anonim (Categorie: locuire civilă) (Tip: Așezare)                                                     | sat Goreni, comuna Batoș                            | La cruce              | Noua                                            |            |                                                 | Încărcați imagine | Raportați eroare |
| 115557.04.02                              | Situl arheologic de la Goreni - "La cruce" / ansamblu anonim (Categorie: locuire civilă) (Tip: Așezare)                                                     | sat Goreni, comuna Batoș                            | La cruce              |                                                 |            |                                                 | Încărcați imagine | Raportați eroare |
| 115557.05.01                              | Așezarea romană de la Goreni - "Stupini" / ansamblu anonim (Categorie: locuire civilă) (Tip: Așezare)                                                       | sat Goreni, comuna Batoș                            | Stupini               | romană                                          |            |                                                 | Încărcați imagine | Raportați eroare |
| 117186.02.01                              | Situl arheologic de la Gornești - "Spre hotar" / ansamblu anonim (Categorie: locuire) (Tip: Așezare)                                                        | sat Gornești, comuna Gornești                       | Spre hotar            | Sântana de Mureș - Cerneahov sec. IV-VIII d.Hr. |            |                                                 | Încărcați imagine | Raportați eroare |
| 117186.02.02                              | Situl arheologic de la Gornești - "Spre hotar" / ansamblu anonim (Categorie: locuire) (Tip: Locuire)                                                        | sat Gornești, comuna Gornești                       | Spre hotar            | Coțofeni                                        |            |                                                 | Încărcați imagine | Raportați eroare |
| 117186.02.03                              | Situl arheologic de la Gornești - "Spre hotar" / ansamblu anonim (Categorie: locuire) (Tip: Așezare)                                                        | sat Gornești, comuna Gornești                       | Spre hotar            | sec. X-XII                                      |            |                                                 | Încărcați imagine | Raportați eroare |
| 117328.01.01 (Cod LMI: MS-I-m-B-15381.02) | Situl arheologic de la Gurghiu - "Dealul Cetății" / ansamblu anonim(Dealul Rakoczy) (Categorie: locuire) (Tip: Așezare rurală)                              | sat Gurghiu, comuna Gurghiu                         | Dealul Cetății        | sec. II-III d.Hr.                               |            | 46°46′00″N 24°51′00″E / 46.76667°N 24.85°E      | Încărcați imagine | Raportați eroare |
| 117328.01.02 (Cod LMI: MS-I-m-B-15381.01) | Situl arheologic de la Gurghiu - "Dealul Cetății" / ansamblu anonim(Dealul Rakoczy) (Categorie: locuire) (Tip: Cetate de piatră)                            | sat Gurghiu, comuna Gurghiu                         | Dealul Cetății        | sec. XIV - XVII d.Hr.                           |            | 46°46′00″N 24°51′00″E / 46.76667°N 24.85°E      | Încărcați imagine | Raportați eroare |
| 116876.03.01                              | Cetatea de la Gălești - "Singervára" / ansamblu anonim (Categorie: fortificație) (Tip: Cetate)                                                              | sat Gălești, comuna Gălești                         | Singervára            | daco-romană                                     |            |                                                 | Încărcați imagine | Raportați eroare |
| 116876.03.02                              | Cetatea de la Gălești - "Singervára" / ansamblu anonim (Categorie: fortificație) (Tip: Cetate)                                                              | sat Gălești, comuna Gălești                         | Singervára            |                                                 |            |                                                 | Încărcați imagine | Raportați eroare |
| 116876.02.01                              | Depozitul monetar roman republican de la Gălești / ansamblu anonim (Categorie: depozit/tezaur) (Tip: tezaur)                                                | sat Gălești, comuna Gălești                         |                       | romană sec.II a.Ch                              | 1964       |                                                 | Încărcați imagine | Raportați eroare |
| 117051.03                                 | Descoperirea neolitică de la Ghindari - "Ulmet" (Categorie: locuire civilă) (Tip: așezare)                                                                  | sat Ghindari, comuna Ghindari                       | Ulmet                 |                                                 |            |                                                 | Încărcați imagine | Raportați eroare |
| 117051.04.01                              | Așezarea eneolitică de la Ghindari - "Râpa Mare" / ansamblu anonim (Categorie: locuire civilă) (Tip: Așezare)                                               | sat Ghindari, comuna Ghindari                       | Râpa Mare             |                                                 |            |                                                 | Încărcați imagine | Raportați eroare |
| 117051.05.01                              | Situl arheologic de la Ghindari - "Vârful Cetății" / ansamblu anonim (Categorie: locuire civilă) (Tip: Așezare)                                             | sat Ghindari, comuna Ghindari                       | Vârful Cetății        |                                                 |            |                                                 | Încărcați imagine | Raportați eroare |
| 117051.05.02                              | Situl arheologic de la Ghindari - "Vârful Cetății" / ansamblu anonim (Categorie: locuire civilă) (Tip: Așezare)                                             | sat Ghindari, comuna Ghindari                       | Vârful Cetății        |                                                 |            |                                                 | Încărcați imagine | Raportați eroare |
| 117051.05.03                              | Situl arheologic de la Ghindari - "Vârful Cetății" / ansamblu anonim (Categorie: locuire civilă) (Tip: Așezare)                                             | sat Ghindari, comuna Ghindari                       | Vârful Cetății        |                                                 |            |                                                 | Încărcați imagine | Raportați eroare |
| 117051.05.04                              | Situl arheologic de la Ghindari - "Vârful Cetății" / ansamblu anonim (Categorie: locuire civilă) (Tip: Așezare fortificată)                                 | sat Ghindari, comuna Ghindari                       | Vârful Cetății        | dacică sec. I a.Chr. - I d.Chr.                 |            |                                                 | Încărcați imagine | Raportați eroare |
| 117051.05.05                              | Situl arheologic de la Ghindari - "Vârful Cetății" / ansamblu anonim (Categorie: locuire civilă) (Tip: Fortificație)                                        | sat Ghindari, comuna Ghindari                       | Vârful Cetății        |                                                 |            |                                                 | Încărcați imagine | Raportați eroare |
| 117122.01.01                              | Situl arheologic de la Glodeni / ansamblu anonim (Categorie: locuire civilă) (Tip: Așezare)                                                                 | sat Glodeni, comuna Glodeni                         |                       |                                                 |            |                                                 | Încărcați imagine | Raportați eroare |
| 117122.01.02                              | Situl arheologic de la Glodeni / ansamblu anonim (Categorie: locuire civilă) (Tip: Așezare)                                                                 | sat Glodeni, comuna Glodeni                         |                       | sec. II d.Hr.                                   |            |                                                 | Încărcați imagine | Raportați eroare |
| 117122.02.01                              | Tezaurul monetar roman republican / ansamblu anonim (Categorie: depozit/tezaur) (Tip: tezaur)                                                               | sat Glodeni, comuna Glodeni                         |                       | romană sec.II-I î.Hr.                           | 1845       |                                                 | Încărcați imagine | Raportați eroare |
| 117186.03.01                              | Situl arheologic de la Gornești - "Șura hârburilor" / ansamblu anonim (Categorie: locuire civilă) (Tip: Așezare)                                            | sat Gornești, comuna Gornești                       | Șura hârburilor       | Suciu de Sus                                    |            |                                                 | Încărcați imagine | Raportați eroare |
| 117186.03.02                              | Situl arheologic de la Gornești - "Șura hârburilor" / ansamblu anonim (Categorie: locuire civilă) (Tip: Așezare)                                            | sat Gornești, comuna Gornești                       | Șura hârburilor       |                                                 |            |                                                 | Încărcați imagine | Raportați eroare |
| 117186.04                                 | Descoperirile de la Gornești - Dealul "Marta" (Categorie: descoperiri izolate de artefacte) (Tip: descoperire izolată)                                      | sat Gornești, comuna Gornești                       | Dealul Marta          |                                                 |            |                                                 | Încărcați imagine | Raportați eroare |
| 117186.04.01                              | Descoperirile de la Gornești - Dealul "Marta" / ansamblu anonim (Categorie: descoperiri izolate de artefacte) (Tip: descoperiri de suprafață)               | sat Gornești, comuna Gornești                       | Dealul Marta          |                                                 |            |                                                 | Încărcați imagine | Raportați eroare |
| 117186.05.01                              | Așezarea medievală de la Gornești - "Malul Mureșului" / ansamblu anonim (Categorie: locuire civilă) (Tip: Locuire)                                          | sat Gornești, comuna Gornești                       | Malul Mureșului       | sec.XI-XII d.Hr.                                |            |                                                 | Încărcați imagine | Raportați eroare |
| 117284.01.01                              | Așezarea de epoca bronzului de la Grebenișu de Câmpie / ansamblu anonim (Categorie: locuire civilă) (Tip: Așezare)                                          | sat Grebenișu de Câmpie, comuna Grebenișu de Câmpie |                       |                                                 |            |                                                 | Încărcați imagine | Raportați eroare |
| 117328.03.01                              | Așezarea de epoca bronzului de la Gurghiu - "Valea Sărată" / ansamblu anonim (Categorie: locuire civilă) (Tip: Așezare)                                     | sat Gurghiu, comuna Gurghiu                         | Valea Sărată          |                                                 |            |                                                 | Încărcați imagine | Raportați eroare |
| 114774.02.01                              | Mormântul de la Gheja - "Cariera de piatră" / ansamblu anonim (Categorie: descoperire funerară) (Tip: Mormânt)                                              | localitate componentă Gheja, oraș Luduș             | Cariera de Piatră     |                                                 |            |                                                 | Încărcați imagine | Raportați eroare |
| 114774.03.01                              | Așezare aparținând epocii bronzului de la Gheja - "Gheja bătrână" / ansamblu anonim (Categorie: locuire civilă) (Tip: Așezare)                              | localitate componentă Gheja, oraș Luduș             | Gheja bătrână         | Sighișoara - Wietenberg                         |            |                                                 | Încărcați imagine | Raportați eroare |
| 118539.03                                 | Descoperirile preistorice de la Ghinești - "Vârful capelei" (Categorie: descoperiri izolate de artefacte) (Tip: descoperire izolată)                        | sat Ghinești, comuna Neaua                          | Vârful capelei        |                                                 |            |                                                 | Încărcați imagine | Raportați eroare |
| 118539.03.01                              | Descoperirile preistorice de la Ghinești - "Vârful capelei" / ansamblu anonim (Categorie: descoperiri izolate de artefacte) (Tip: descoperiri de suprafață) | sat Ghinești, comuna Neaua                          | Vârful capelei        |                                                 |            |                                                 | Încărcați imagine | Raportați eroare |
| 118539.02                                 | Descoperirile de la Ghinești - "Vârful lui Bezet" (Categorie: descoperiri izolate de artefacte) (Tip: descoperire izolată)                                  | sat Ghinești, comuna Neaua                          | Vârful lui Bezet      |                                                 |            |                                                 | Încărcați imagine | Raportați eroare |
| 118539.02.01                              | Descoperirile de la Ghinești - "Vârful lui Bezet" / ansamblu anonim (Categorie: descoperiri izolate de artefacte) (Tip: descoperiri de suprafață)           | sat Ghinești, comuna Neaua                          | Vârful lui Bezet      |                                                 |            |                                                 | Încărcați imagine | Raportați eroare |
| 118539.04.01                              | Valul de pământ de la Ghinești / ansamblu anonim (Categorie: fortificație) (Tip: Val)                                                                       | sat Ghinești, comuna Neaua                          |                       |                                                 |            |                                                 | Încărcați imagine | Raportați eroare |
| 118600.02.01                              | Așezarea din epoca bronzului de la Giuluș - "Lângă Biserică" / ansamblu anonim (Categorie: locuire civilă) (Tip: Așezare)                                   | sat Giuluș, comuna Ogra                             | Lângă biserică        |                                                 |            |                                                 | Încărcați imagine | Raportați eroare |
| 116947.02.01 (Cod LMI: MS-II-a-A-15678)   | Castelul Rhendey-Rothenthall de la Gănești / ansamblu Castelul Rhendey-Rothenthall (Categorie: construcție) (Tip: Castel)                                   | sat Gănești, comuna Gănești                         | 265                   | sec. XVIII - XIX                                |            | 46°19′54″N 24°19′44″E / 46.331595°N 24.328939°E | Încărcați imagine | Raportați eroare |
| 117122.03 (Cod LMI: MS-IV-m-A-15685)      | Cripta Teleki de la Glodeni / ansamblu anonim (Categorie: descoperire funerară)                                                                             | sat Glodeni, comuna Glodeni                         |                       |                                                 |            |                                                 | Încărcați imagine | Raportați eroare |
| 117122.03.01 (Cod LMI: MS-IV-m-A-15685)   | Cripta Teleki de la Glodeni / ansamblu anonim (Categorie: descoperire funerară) (Tip: cripta)                                                               | sat Glodeni, comuna Glodeni                         |                       | sec. XIX                                        |            |                                                 | Încărcați imagine | Raportați eroare |
| 117186.07.01                              | Castelul Teleki de la Gornești / ansamblu Castelul Teleki (Categorie: construcție) (Tip: castel)                                                            | sat Gornești, comuna Gornești                       |                       | 1771-1778                                       |            |                                                 | Încărcați imagine | Raportați eroare |
| 117186.07.02                              | Castelul Teleki de la Gornești / ansamblu anonim (Categorie: construcție) (Tip: Parc)                                                                       | sat Gornești, comuna Gornești                       |                       | 1771-1778                                       |            |                                                 | Încărcați imagine | Raportați eroare |
| 117186.06 (Cod LMI: MS-IV-m-A-16101)      | Cripta Teleki de la Gornești / ansamblu anonim (Categorie: descoperire funerară)                                                                            | sat Gornești, comuna Gornești                       |                       |                                                 |            |                                                 | Încărcați imagine | Raportați eroare |
| 117186.06.01 (Cod LMI: MS-IV-m-A-16101)   | Cripta Teleki de la Gornești / ansamblu anonim (Categorie: descoperire funerară) (Tip: cripta)                                                              | sat Gornești, comuna Gornești                       |                       | sec. XVIII                                      |            |                                                 | Încărcați imagine | Raportați eroare |